# Васильева, Светлана Сергеевна
Светла́на Серге́евна Васи́льева (в девичестве Куди́нова; 4 апреля 1986, Воронеж) — российская гребчиха-байдарочница, выступала за сборную России с 2002 года по 2012-й. Серебряная призёрша чемпионата мира, обладательница серебряных и бронзовых медалей чемпионатов Европы, многократная победительница национальных и молодёжных первенств. На соревнованиях представляла Воронежскую область, мастер спорта международного класса.

## Биография
Светлана Кудинова родилась 4 апреля 1986 года в Воронеже. Активно заниматься греблей начала в возрасте двенадцати лет, проходила подготовку под руководством тренеров Натальи Когтевой и Владимира Семенихина. По юниорам становилась чемпионкой мира, побеждала на молодёжных первенствах Европы. Начиная с 2002 года вошла в состав взрослой национальной сборной России.
Первого серьёзного успеха добилась в 2004 году, когда завоевала бронзовую и серебряную медали на чемпионате Европы в польской Познани, в зачёте четырёхместных байдарок на дистанциях 200 и 1000 метров. В 2009 году выиграла бронзу на европейском первенстве в немецком Бранденбурге, заняв третье место в программе эстафеты 4×200 м, при этом её напарницами были Наталья Борисова, Александра Томникова и Юлия Качалова. Благодаря череде удачных выступлений удостоилась права защищать честь страны на чемпионате мира 2011 года в венгерском Сегеде, в эстафете вместе с такими байдарочницами как Наталия Лобова, Анастасия Сергеева и Наталья Проскурина выиграла серебряную медаль. В этот период неоднократно становилась чемпионкой России в различных дисциплинах, претендовала на попадание на летние Олимпийские игры в Лондон, однако из-за слишком высокой конкуренции поехала на Олимпиаду лишь в качестве запасной участницы.
Имеет высшее образование, окончила Воронежский государственный институт физической культуры. За выдающиеся спортивные достижения удостоена почётного звания «Мастер спорта России международного класса». С 2012 года замужем за российским байдарочником Антоном Васильевым, последующие сезоны пропустила в связи с рождением ребёнка.